# Cruzadas de Esmirna
As cruzadas de Esmirna (1343-1351) foram duas cruzadas enviadas pelo Papa Clemente VI contra o Beilhique de Aidim sob Umur Begue, que tinha como alvo principal a cidade costeira de Esmirna, na Ásia Menor. A cruzada foi bem-sucedida em restringir a pirataria e levar à morte de Umur e Esmirna permaneceu em mãos latinas até 1402. 

## Antecedentes
Esmirna foi conquistada no início do século XIV pelos aidínidas que a usavam desde 1326-1329 como base para a pirataria no sudeste do mar Mediterrâneo.  No início da década de 1340, os aidínidas e outros beilhiques turcos forçaram várias ilhas do mar Egeu a pagar tributos e devastaram as regiões costeiras vizinhas.
A primeira cruzada de Esmirna foi ideia de Clemente VI. A ameaça da pirataria turca no Mar Egeu induziu os predecessores de Clemente, João XXII e Bento XII, a manter uma frota de quatro galés para defender a navegação cristã, mas a partir da década de 1340, Clemente se esforçou com a ajuda veneziana para expandir esse esforço em uma expedição militar completa. Ele encarregou Henrique de Asti, o patriarca católico de Constantinopla, de organizar uma liga contra os turcos, que haviam aumentado sua pirataria no Egeu nos últimos anos. Hugo IV de Chipre e os Cavaleiros Hospitalários se juntaram e, em 2 de novembro de 1342, o Papa enviou cartas para enfrentar os homens e navios de Veneza. A bula papal concedendo indulgência à Cruzada e autorizando sua pregação em toda a Europa, Insurgentibus contra fidem, foi publicada em 30 de setembro.

## Primeira expedição
De acordo com o plano, vinte galés montadas pelos cipriotas, hospitalários, venezianos e pelo papado deveriam se reunir em Negroponte na festa de Todos os Santos em 1º de novembro de 1343. Em 13 de maio do ano seguinte, as forças unidas derrotaram uma frota turca substancialmente maior na Batalha de Pallene, a ponta ocidental da península da Calcídica. Mais tarde naquele ano, eles foram capazes de pegar Umur desprevenido e lançar um ataque surpresa em Esmirna, no qual eles recapturaram a fortaleza do porto e o porto no primeiro ataque. Embora os aliados não tenham conseguido capturar a acrópole, o prestígio de Umur Begue recebeu um duro golpe e ele foi forçado a montar ataques por terra. A notícia da vitória foi rapidamente trazida de volta via Veneza ao papa Clemente, que espalhou a notícia aos reis da França e da Inglaterra no início de 1345.
Nesse ínterim, os latinos fortificaram suas posições enquanto se defendiam dos ataques turcos. Eles constroem um muro e um fosso ao redor de um subúrbio costeiro onde uma casa de câmbio e lojas foram estabelecidas. Em 17 de janeiro de 1345, tendo retornado do que provavelmente foi uma incursão para garantir suprimentos, o patriarca Henrique de Asti decidiu, contra o conselho dos outros líderes, celebrar a missa na antiga catedral de Esmirna, que ficava fora do subúrbio. No meio do serviço, Umur Begue varreu a congregação e os líderes da cruzada foram mortos, incluindo o patriarca, Martino Zaccaria, comandante das galés papais e o comandante veneziano, Pietro Zeno.

## Segunda expedição
A situação precária dos cruzados na Ásia Menor estimulou o Papa a organizar uma segunda expedição em 1345. Em novembro, sob o comando de Humberto II de Viennois, a segunda cruzada erminiota partiu de Veneza. Em fevereiro de 1346, obteve uma vitória sobre os turcos em Mitilene, mas Humberto fez pouco mais em Esmirna do que uma surtida contra os turcos e refortificar a seção cristã da cidade. Os cinco anos seguintes foram ocupados por Clemente VI com tentativas de negociar uma trégua com os turcos, que mantiveram Esmirna em constante estado de sítio por terra e ajuda financeira e militar direta à cidade. Embora a preocupação de Clemente com a Cruzada tenha terminado abruptamente em setembro de 1351, a cidade de Esmirna permaneceu nas mãos dos cristãos até o cerco de Esmirna pelos timúridas em 1402.